# The Willie Way
The Willie Way è il quindicesimo album in studio del cantante di musica country statunitense Willie Nelson, pubblicato nel 1972.

## Tracce
Tutte le tracce sono di Willie Nelson, eccetto dove indicato.

1. You Left Me a Long, Long Time Ago
2. Wonderful Future
3. Help Me Make It Through the Night (Kris Kristofferson)
4. Wake Me When It's Over
5. Undo the Right (Nelson, Hank Cochran)
6. Mountain Dew (Bascom Lamar Lunsford, Scotty Wiseman)
7. Home Is Where You're Happy
8. A Moment Isn't Very Long
9. What Do You Want Me to Do?
10. I'd Rather You Didn't Love Me